# Грејтер Апер Марлборо (Мериленд)
Грејтер Апер Марлборо (енгл. Greater Upper Marlboro) град је у америчкој савезној држави Мериленд.

## Демографија
По попису из 2000. године број становника је 18.720.
| Група             | 2000.          | 2010.    |
| Белци             | 3.766 (20,1%)  | 0 (0,0%) |
| Афроамериканци    | 14.134 (75,5%) | 0 (0,0%) |
| Азијати           | 230 (1,2%)     | 0 (0,0%) |
| Хиспаноамериканци | 338 (1,8%)     | 0 (0,0%) |
| Укупно            | 18.720         | 0        |